# Vipera sachalinensis
Vipera sachalinensis este o specie de șerpi din genul Vipera, familia Viperidae, descrisă de Zarevsky 1917. Conform Catalogue of Life specia Vipera sachalinensis nu are subspecii cunoscute.